# 川田忠仁
川田 忠仁（かわだ ただひと、1974年4月25日 - ）は、バックアップメディア所属のディレクター。1998年入社。

## 担当番組

### これまで担当した番組
演出
・千鳥のクセスゴ!
・やりすぎ都市伝説
・千原キャスティング株式会社
・ブラックミリオン
・ニッポン!いじるZ
・KOZY'S NIGHT 負け犬勝ち犬

#### ディレクター
- プチドル
- ロンロバ!シリーズ
  - ロンロバ!ハイティーンブギ!→ロンロバ!全力投球!→ロンロバ!金メダル!
- Matthew's Best Hit TV
- Matthew's Best Hit TV+
- ド短期ツメコミ教育!豪腕!コーチング!!
- B-1
- やりすぎコージー
- やりすぎ都市伝説

#### AD
- 超コメディ60!
- 関口宏の東京フレンドパークII